# Ковельська залізниця
Ко́вельська залізни́ця — історична залізниця, що діяла в українських губерніях імперії, Польщі, згодом в УРСР аж до 1953 року, коли була реорганізована.

## Історія
Будівництво дороги було розпочато у 1870-х роках. 1873 року збудована лінія Здолбунів — Рівне — Ковель — Брест — Білосток, а 1874 — лінія Здолбунів — Радивилів — Красне. У 1877 році завершене будівництво лінії Варшава — Люблін — Ковель, у 1885 збудована лінія Лунинець — Сарни — Рівне (з'єднала з залізницями Лунинець — Вільно і Лунинець — Пінськ).
Наприкінці XIX століття розпочинається складний процес одержавлення залізниці. Граф Вітте Сергій Юлійович з успіхом проводить цю операцію — 1 січня 1895 року магістралі стали власністю держави. Південно-Західні залізниці розробляють новий проєкт траси Київ — Сарни — Ковель через Волинське Полісся. 
9 квітня 1899 року кабмін імперії ухвалив рішення про будівництво, і фінансує проєкт залізниці. Вже в листопаді від Києва, Ковеля, Сарн і Грибина (у міжріччі Горині) проведено вирубку лісу та розпочато будівництво. Хоча на шпали використовувався місцевий ліс, вартість дороги була досить дорогою — по 62975 рублів за версту. Для порівняння 1 км ділянки Ківерці — Луцьк коштував всього 13000 рублів.
10 березня 1902 року, незважаючи на труднощі будівництва, рух поїздів з Ковеля до Києва був відкритий. Лінія Остки — Сарни — Ковель перетнула лінію Рівне — Лунинець на станції Сарни.
У 1926—1928 роках лінія Ківерці — Луцьк подовжена до Стоянова.
1953 року — Міністерство шляхів сполучення провело укрупнення залізниць. Ковельська залізниця, що складалася з Ковельського, Сарненського та Здолбунівського відділків, увійшла до складу Львівської залізниці згідно з постановою Ради Міністрів СРСР від 14 травня 1953 року № 1263, та наказом Міністерства шляхів сполучення СРСР від 15 травня 1953 року No 80/Ц.

## Керівники
- Петров Микола Іванович (1939—1941, 1944—1953)

## Галерея

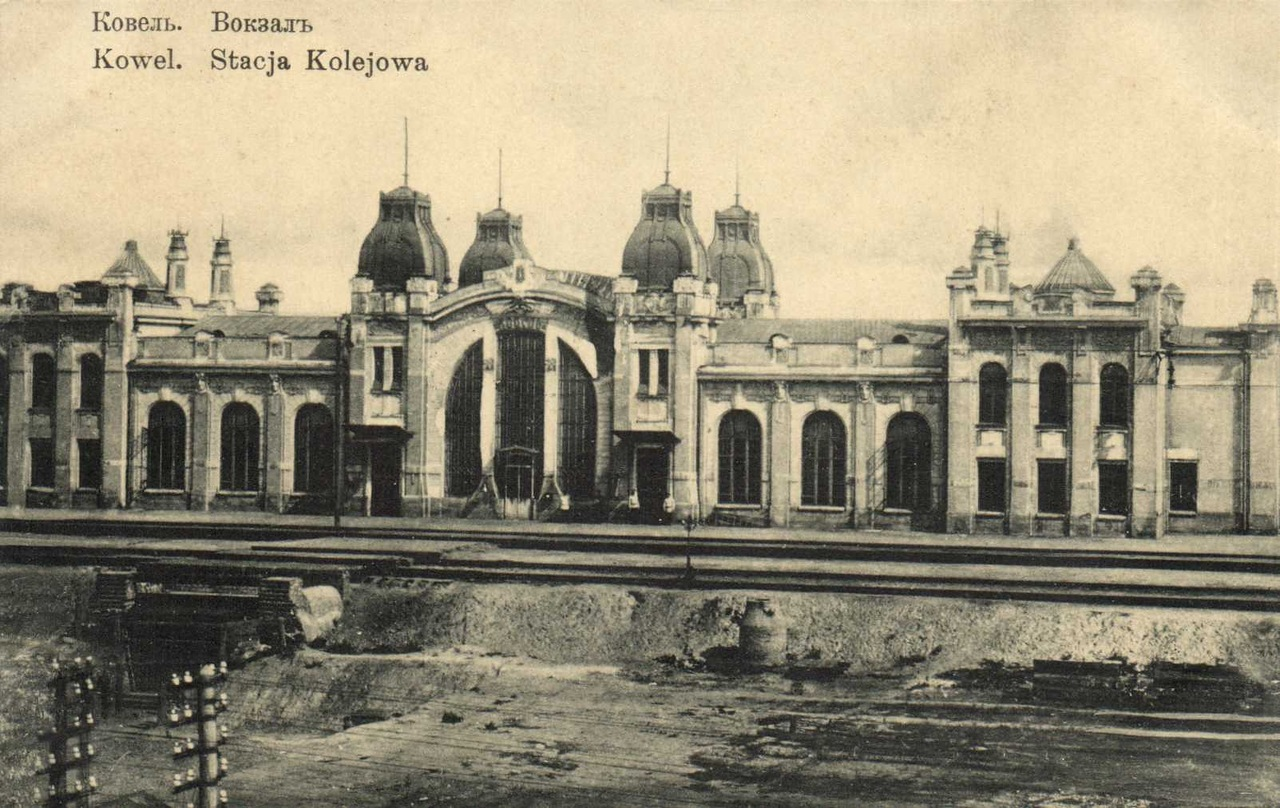
Залізничний вокзал Ковель в період Першої світової війни.
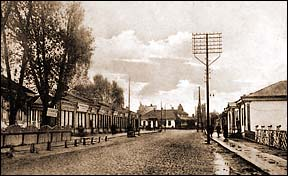
Вулиця Вокзальна, прибл. 1918 р.
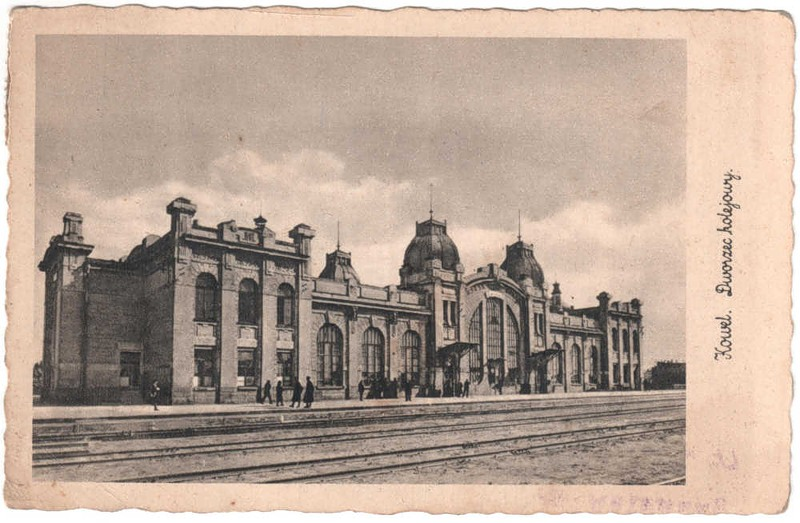
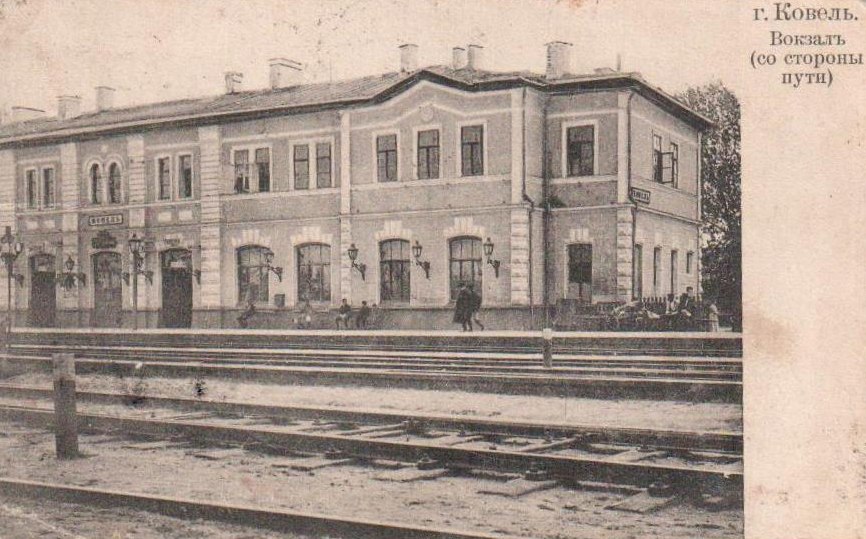
Ковель. Вокзал зі сторони колій.
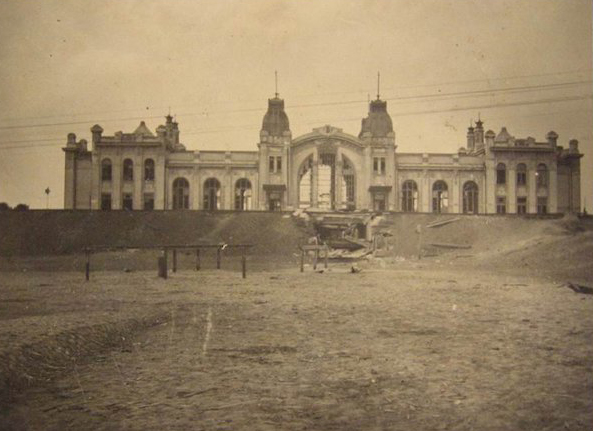
будівництво вокзалу
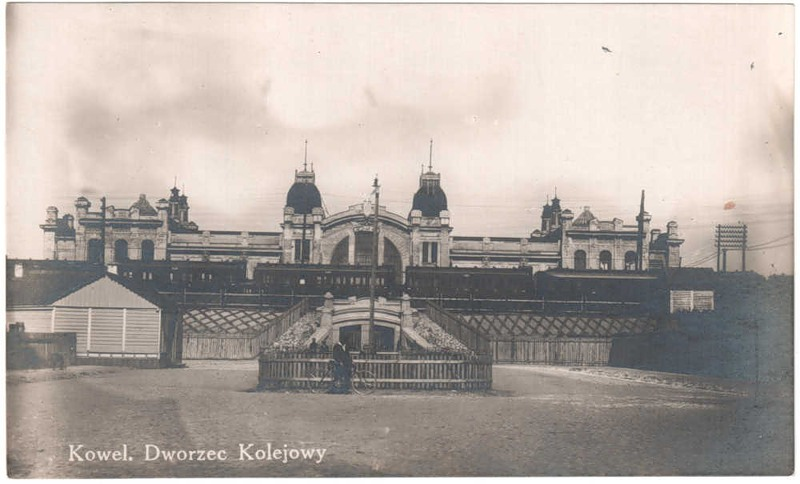
Ковель. Вокзал залізничний
Вокзал Ковеля в 1914 році
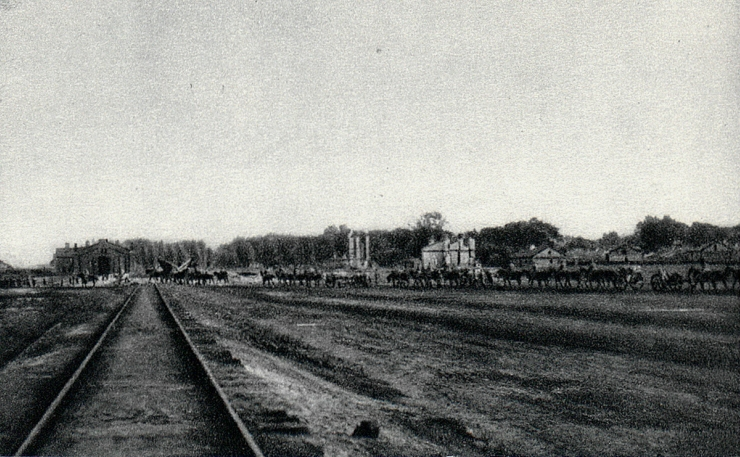
марш польської артилерії біля залізничного вокзалу Ковеля 1915
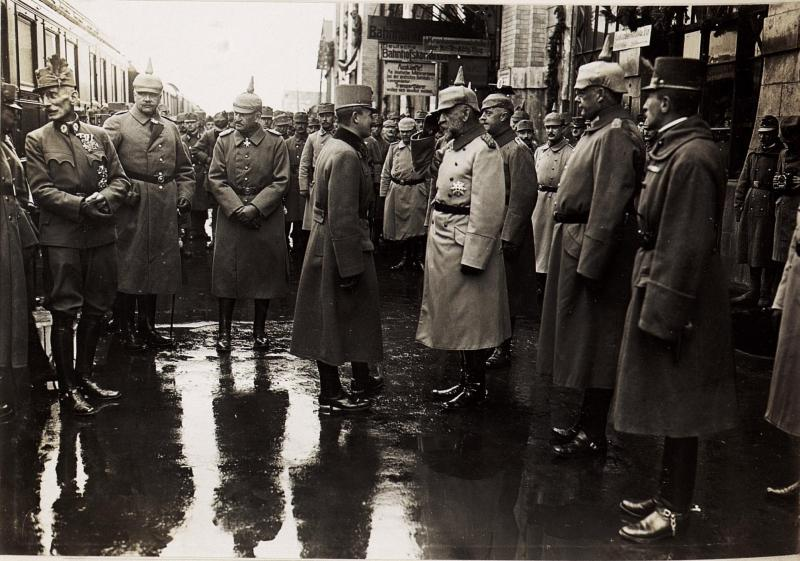
Kaiser Karl I. in Kowel, 1917